# Fissidens gomae
Fissidens gomae är en bladmossart som beskrevs av Potier de la Varde och J. Leroy 1947. Fissidens gomae ingår i släktet fickmossor, och familjen Fissidentaceae. Inga underarter finns listade i Catalogue of Life.